# پل کنکورد
۴۸°۵۱′۴۸٫۳۲″ شمالی ۰۲°۱۹′۱۰٫۴۹″ شرقی / ۴۸٫۸۶۳۴۲۲۲°شمالی ۲٫۳۱۹۵۸۰۶°شرقی
پل کنکورد (به فرانسوی: Pont de la Concorde) نام یک پل قوسی به درازای ۱۵۳ متر و پهنای ۳۴ متر، در شهر پاریس فرانسه است که بر روی رود سن و بین میدان کنکورد و لنگرگاه اورسه  در بین سال‌های ۱۷۸۷ تا ۱۷۹۱ ساخته شده‌است. این پل از ۱۲ ژوئن ۱۹۷۵ در لیست بناهای تاریخی فرانسه قرار گرفته‌است.

## تاریخچه
در سال ۱۷۸۷ میلادی، آرشیتکت ژان-ردولف پرونه که در پرونده کاری خود ساخت مدرسه ملی معماری را به همراه دانیل-شارل ترودن داشت، دستور ساخت یک پل قوسی را دریافت می‌کند. پروژه ساخت این پل که از سال ۱۷۲۵ در زمان ساخت میدان کنکورد برای ایجاد ارتباط با این میدان و آنسوی سن و جایگزین کردن با قایق که در آن زمان برای جابجایی استفاده می‌شد در جریان بود.
ژان-ردولف پرونه که ساخت و اتمام این پل را که همزمان با جریانات انقلاب در فرانسه شده بود را تضمین کرده بود برای سریع کردن ساخت این پل از سنگ‌های بازمانده از تخریب قسمتی از قلعه باستیل استفاده کرد. استفاده از سنگ‌های بکار برده شده در این پل باعث ایجاد شعار نمادین میان انقلابیون شد:
«باشد که هم‌میهنانمان هر روز سمبل استبداد سلطنتی را زیر قدم‌هایشان لگدمال کنند!»

## تندیس‌های روی پل
ناپلئون بناپارت در سال ۱۸۱۰ به افتخار هشت ژنرالش در زمان امپراتوری اول فرانسه، دستور ساخت و قرار دادن تندیس آن‌ها بر روی این پل را داد. و در زمان بازگشت بوربون‌ها به سلطنت فرانسه این تندیس‌ها با دوازده مجسمه سفید مرمرین از چهار وزیر نامدار به نام‌های: ژان-باتیست کولبر، کاردینال ریشلیو، سوژر دو سن-دونی، ماکسیمیلین دو بتون، چهار نظامی به نام‌های: پییر ترای دو بایار ، لویی یکم بوربن-کنده ، برتران دو گکلن ، آنری دو لا تور دوورین-بوییون  و چهار دریانورد: رنه توگه-تروئن ، آبراهام دوکن ، پییر آندره دو سوفرن ، آن ایلاریون دو کوستانتن دو تورویل  عوض شدند، اما لویی-فیلیپ یکم  به دلیل سنگین شدن بیش از اندازه پل دستور برداشتن این مجسمه‌ها را داد و آن‌ها را به کاخ ورسای منتقل کرد.
در سال‌های ۱۹۳۰-۱۹۳۲ به دلیل حجم رفت‌وآمد بیش از اندازه به پهنای پل از دو طرف افزوده شد

## نام‌ها
این پل در دوره‌های تاریخی فرانسه نام‌های گوناگونی بخود گرفت. در ابتدا بنام پل لویی شانزدم، سپس پل انقلاب، پل کنکورد، دوباره در زمان بازگشت بوربون‌ها پل لویی شانزدهم نامیده شد و در نهایت از سال ۱۸۳۰ تاکنون بنام پل کنکورد شناخته می‌شود.

## واژه‌نامه
1. ↑  Quai d'Orsay
2. ↑  Jean-Rodolphe Perronet
3. ↑  Jean-Baptiste Colbert
4. ↑  Cardinal Richelieu
5. ↑  Abbot Suger
6. ↑  Maximilien de Béthune, Duke of Sully
7. ↑  Pierre Terrail de Bayard
8. ↑  Louis Ier de Bourbon-Condé
9. ↑  Bertrand du Guesclin
10. ↑  Henri de la Tour d'Auvergne-Bouillon
11. ↑  René Duguay-Trouin
12. ↑  Abraham Duquesne
13. ↑  Pierre André de Suffren
14. ↑  Anne Hilarion de Costentin de Tourville
15. ↑  Louis-Philippe Ier